# Rosina Schneeberger
Rosina Schneeberger (16 gennaio 1994) è un'ex sciatrice alpina austriaca.

## Biografia

### Stagioni 2010-2016
Specialista delle prove veloci originaria di Hippach, Rosina Schneeberger ha esordito nel Circo bianco il 13 gennaio 2010 in un supergigante valido ai fini del punteggio FIS, a Innerkrems. Il 12 gennaio 2011 ha debuttato in Coppa Europa, ad Altenmarkt-Zauchensee in discesa libera piazzandosi 58ª, e nel 2012 ha partecipato ai Mondiali juniores di Roccaraso ottenendo come miglior piazzamento il 5º posto nel supergigante.
Nella successiva rassegna iridata juniores, Québec 2013, ha conquistato la medaglia di bronzo nella stessa specialità; sempre nel 2013 ha debuttato in Coppa del Mondo, a Ofterschwang in slalom gigante senza completare la prova, e il 23 novembre si è aggiudicata il primo podio in Coppa Europa, giungendo 2ª nello slalom gigante disputato a Levi. Nel 2014 ha vinto due medaglie di bronzo, nel supergigante e nello slalom gigante, ai Mondiali juniores di Jasná.

### Stagioni 2017-2024

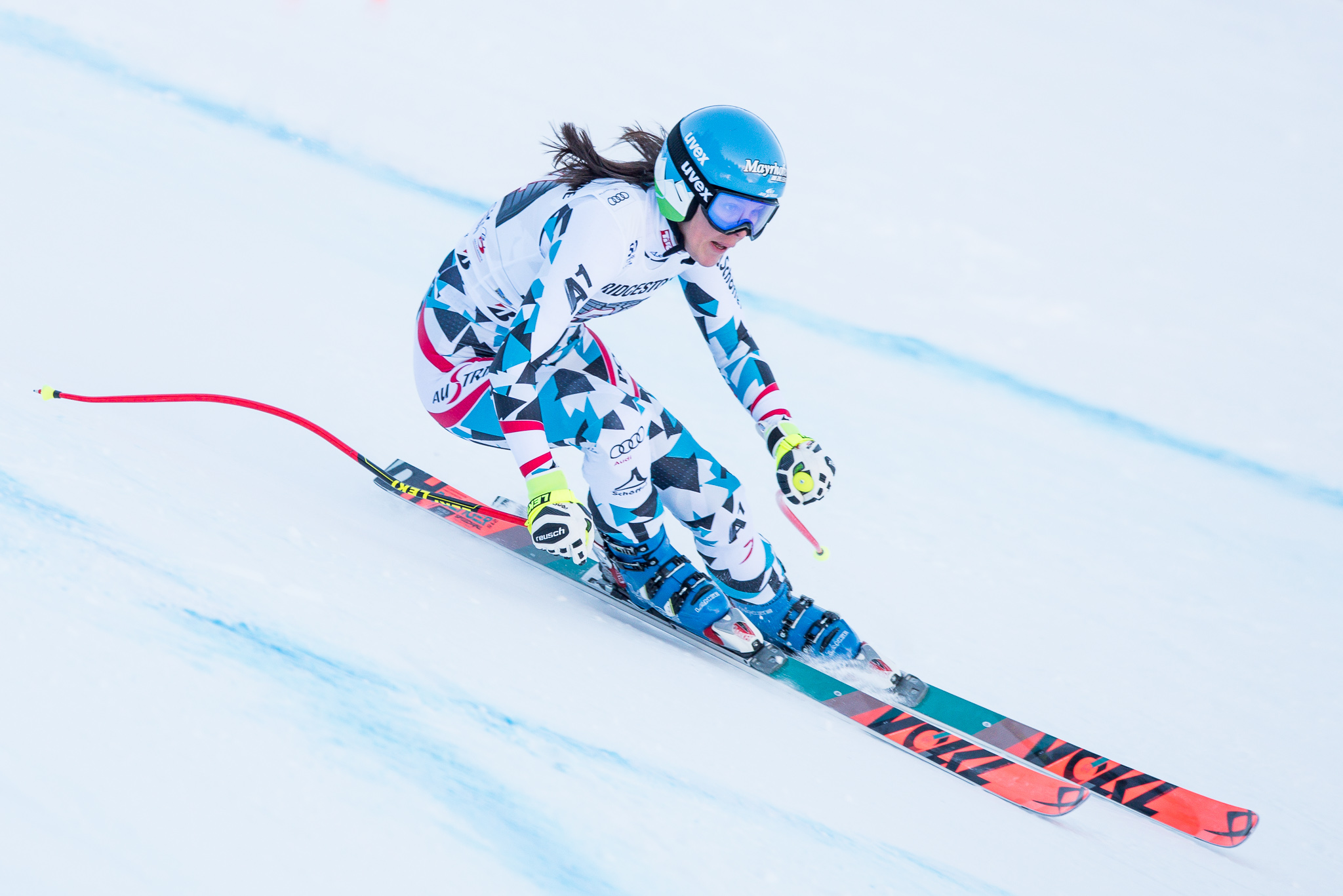
Rosina Schneeberger in gara a Garmisch-Partenkirchen nel 2017

Nella stagione 2016-2017 ha conquistato il suo miglior risultato in Coppa del Mondo, il 16 dicembre a Val-d'Isère in combinata (9ª), la prima vittoria in Coppa Europa, il 20 febbraio a Crans-Montana nella medesima specialità, e ha esordito ai Campionati mondiali: nella rassegna iridata di Sankt Moritz, sua unica presenza iridata, non ha completato la combinata. In Coppa Europa ha ottenuto la sua seconda e ultima vittoria il 15 febbraio 2020 a Crans-Montana in discesa libera e l'ultimo podio il 19 febbraio seguente a Sarentino in supergigante (3ª).
Infortunatosi durante il supergigante di Coppa del Mondo disputato in Val di Fassa il 28 febbraio 2021 (sua ultima gara nel circuito), è tornata alle gare solo nel dicembre del 2023, senza più riuscire a ottenere risultati di rilievo; si è ritirata al termine di quella stessa stagione 2023-2024 e la sua ultima gara è stata il supergigante dei Campionati austriaci 2024, disputato l'11 aprile a Reiteralm. Non ha preso parte a rassegne olimpiche.

## Palmarès

### Mondiali juniores
- 3 medaglie:
  - 3 bronzi (supergigante a Québec 2013; supergigante, slalom gigante a Jasná 2014)

### Coppa del Mondo
- Miglior piazzamento in classifica generale: 70ª nel 2017

### Coppa Europa
- Miglior piazzamento in classifica generale: 2ª nel 2020
- 11 podi:
  - 2 vittorie
  - 5 secondi posti
  - 4 terzi posti

#### Coppa Europa - vittorie
| Data             | Località      | Paese    | Specialità |
| ---------------- | ------------- | -------- | ---------- |
| 20 febbraio 2017 | Crans-Montana | Svizzera | KB         |
| 15 febbraio 2020 | Crans-Montana | Svizzera | DH         |

Legenda:

DH = discesa libera

KB = combinata

### Australia New Zealand Cup
- Miglior piazzamento in classifica generale: 23ª nel 2015
- 1 podio:
  - 1 terzo posto

### Campionati austriaci
- 6 medaglie:
  - 3 ori (supergigante nel 2014; combinata nel 2016; supergigante nel 2017)
  - 2 argenti (slalom gigante nel 2014; discesa libera nel 2021)
  - 1 bronzo (slalom gigante nel 2016)